# Necedah
Necedah é uma vila localizada no estado norte-americano de Wisconsin, no Condado de Juneau.

## Demografia
Segundo o censo norte-americano de 2000, a sua população era de 888 habitantes.
Em 2006, foi estimada uma população de 857, um decréscimo de 31 (-3.5%).

## Geografia
De acordo com o United States Census Bureau tem uma área de
7,7 km², dos quais 6,9 km² cobertos por terra e 0,8 km² cobertos por água.

## Localidades na vizinhança
O diagrama seguinte representa as localidades num raio de 24 km ao redor de Necedah.